# Corticarina wittmeri
Corticarina wittmeri es una especie de coleóptero de la familia Latridiidae.

## Distribución geográfica
Habita en Bolivia.